# Retrato de José Olaya (José Gil de Castro)
Retrato de José Olaya es un óleo sobre lienzo obra de José Gil de Castro en Lima en 1828. Es parte de la colección pictórica del Museo Nacional de Arqueología, Antropología e Historia del Perú (Pueblo Libre, Lima). La pintura retrata al independentista José Olaya durante la guerra de independencia peruana.